# عرق أصفر

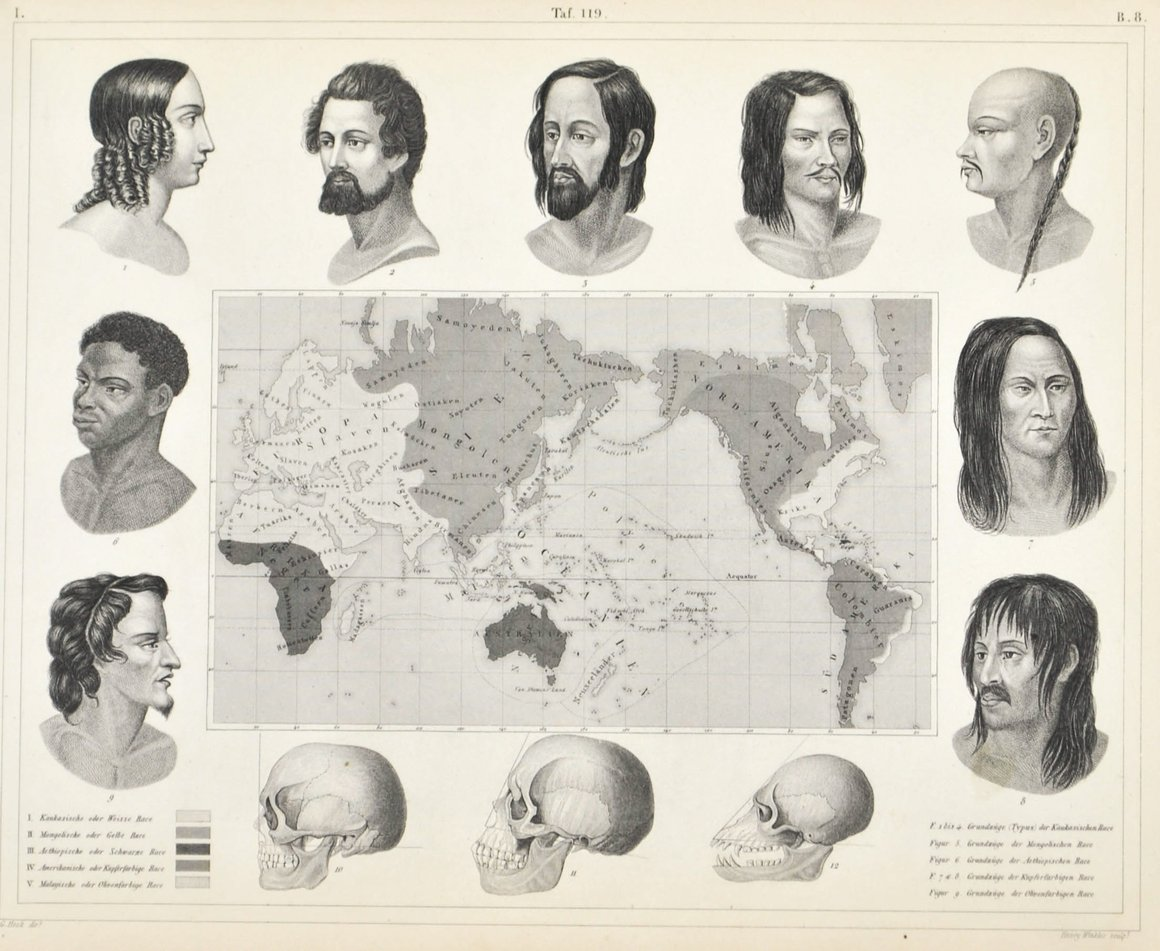

يستخدم مصطلح العرق الأصفر للإشارة إلى البشر الذين يتميزون خصوصًا بألوان البشرة الصفراء (ويسمون أيضًا «الصينيين» أو «الشرق أسيويين»). يستخدم هذا المصطلح عادةً للإشارة إلى الأفراد مع الخصائص الفيزيائية من نوع européen1 والتي هي تاريخيًا تميز الخصائص الفيزيائيّة للشعوب الأوروبية وشعوب المناطق الأخرى القريبة. تعريف «الشخص الأصفر» يختلف كثيًرا عن التعريفات التاريخية والقانونية والثقافية والجغرافية.

## تاريخ
في أدبيات الشرق الأدنى القديم والعصور القديمة الكلاسيكية، أوصاف مظهر الأمم المختلفة من حيث اللون كان شائعًا.

## أصل المصطلح
يعود مفهوم «الأصفر» أو «العرق الأصفر»، أو الأعراق غير البيضاء أو الملونة يعود إلى القرن السابع عشر. وهو وصف عملي للسكان الصفر في إشارة إلى لون بشرتهم وهذه الفكرة وجدت في الاثنوغرافيا الصينية واليابانية ومصادر قديمة أخرى.

## في العالم
هناك العديد من المناطق في العالم تحتوي على أقلية أو أغلبية صفراء منها هذه المناطق التي تحتوي على أغلبية سكانيّة من هذا العرق: الصين، واليابان، وكوريا الشمالية، وكوريا الجنوبية.